# Prozelo (Amares)
Prozelo é uma povoação portuguesa do Município de Amares que foi sede da extinta Freguesia de Prozelo, freguesia que tinha 2,67 km² de área e 785 habitantes (2011), e, por isso, uma densidade populacional de 294 hab/km².
A Freguesia de Prozelo foi extinta (agregada) em 2013, no âmbito de uma reforma administrativa nacional, tendo sido agregada às freguesias de Ferreiros e Besteiros para formar uma nova freguesia denominada União das Freguesias de Ferreiros, Prozelo e Besteiros, territorialmente contínua.

## População
| População da freguesia de Prozelo (1864 – 2011) | População da freguesia de Prozelo (1864 – 2011) | População da freguesia de Prozelo (1864 – 2011) | População da freguesia de Prozelo (1864 – 2011) | População da freguesia de Prozelo (1864 – 2011) | População da freguesia de Prozelo (1864 – 2011) | População da freguesia de Prozelo (1864 – 2011) | População da freguesia de Prozelo (1864 – 2011) | População da freguesia de Prozelo (1864 – 2011) | População da freguesia de Prozelo (1864 – 2011) | População da freguesia de Prozelo (1864 – 2011) | População da freguesia de Prozelo (1864 – 2011) | População da freguesia de Prozelo (1864 – 2011) | População da freguesia de Prozelo (1864 – 2011) | População da freguesia de Prozelo (1864 – 2011) |
| ----------------------------------------------- | ----------------------------------------------- | ----------------------------------------------- | ----------------------------------------------- | ----------------------------------------------- | ----------------------------------------------- | ----------------------------------------------- | ----------------------------------------------- | ----------------------------------------------- | ----------------------------------------------- | ----------------------------------------------- | ----------------------------------------------- | ----------------------------------------------- | ----------------------------------------------- | ----------------------------------------------- |
| 1864                                            | 1878                                            | 1890                                            | 1900                                            | 1911                                            | 1920                                            | 1930                                            | 1940                                            | 1950                                            | 1960                                            | 1970                                            | 1981                                            | 1991                                            | 2001                                            | 2011                                            |
| 525                                             | 516                                             | 546                                             | 551                                             | 516                                             | 546                                             | 525                                             | 634                                             | 621                                             | 676                                             | 676                                             | 579                                             | 604                                             | 653                                             | 785                                             |

## Histórica
Pertenceu ao concelho de Entre Homem e Cávado, extinto em 31 de Dezembro de 1853, data em que passou para o concelho de Amares. Existe em Prozelo, uma capela de invocação do Arcanjo Gabriel que terá sido a igreja paroquial de uma freguesia extinta e incorporada nesta paróquia.
Era uma das poucas freguesias portuguesas territorialmente descontínuas, consistindo em duas partes separadas pela freguesia de Ferreiros, do mesmo concelho: uma parte a oeste (Lugar Novo e Ancêde), ocupando cerca de 60% do território da freguesia, e uma parte a leste (Anjo da Guarda).

Antigas freguesias que deram origem à União das Freguesias de Ferreiros, Prozelo e Besteiros (Amares).

## Património
- Ponte de Prozelo ou Ponte do Porto  sobre o rio Cávado, entre Amares e Braga.

## Lugares
- Aldeia
- Almeida
- Ancede
- Burgo
- Cabo
- Certão
- Eido de Baixo
- Eido de Cima
- Fonte
- Igreja
- Lugar Novo
- Outeiro
- Outeirinho
- Pedregal
- Ponte do Porto de Baixo
- Ponte do Porto de Cima
- Porto de São Miguel
- Anjo da Guarda